# Engagement (hockey sur glace)
Pour les articles homonymes, voir Engagement (homonymie).

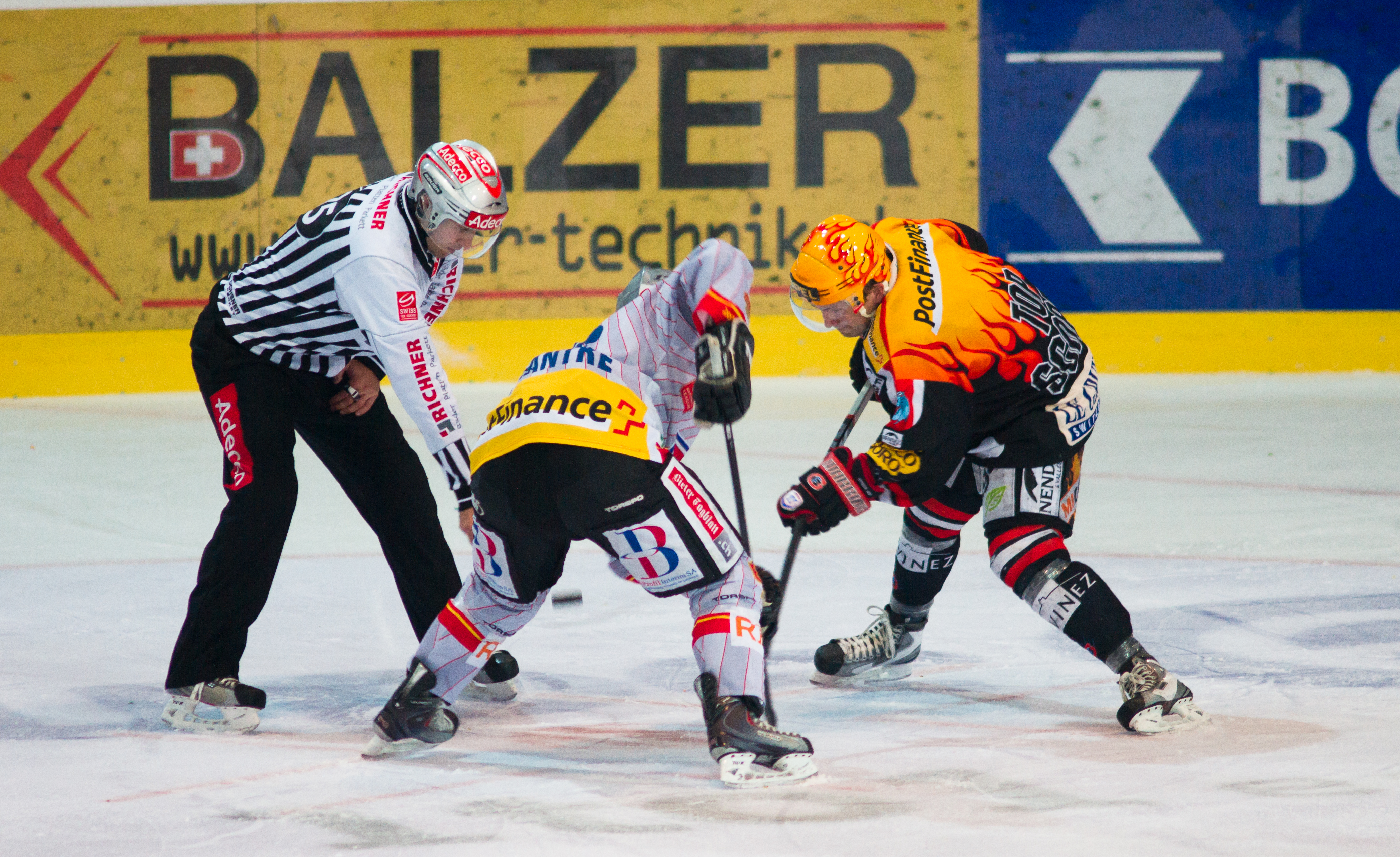
Engagement.

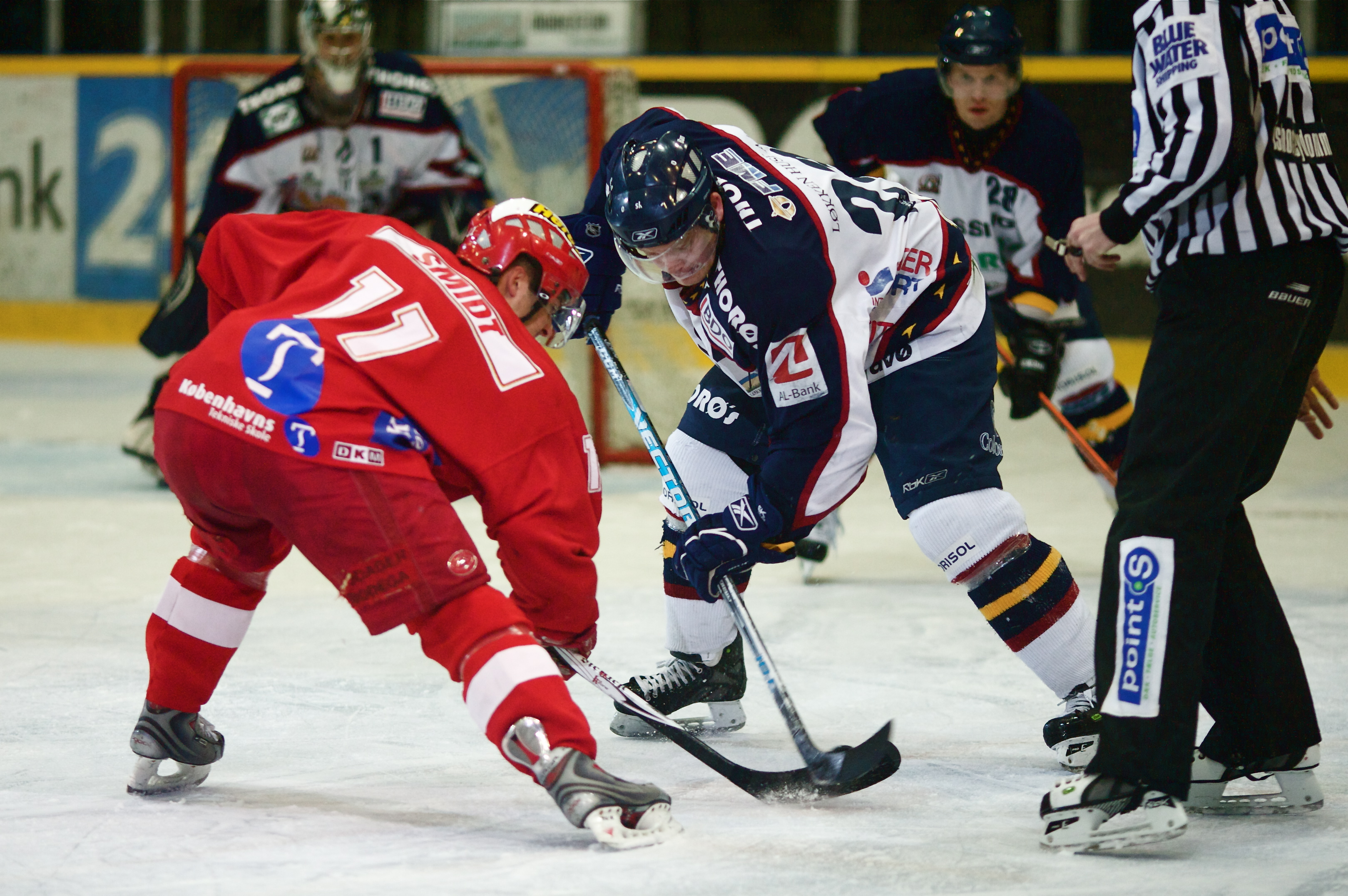
Michael Smidt, des Mighty Bulls de Rødovre, face à un joueur des Whitehawks de Frederikshavn au cours d'un engagement.

Un engagement ou mise-en-jeu (faceoff en anglais) est la méthode utilisée au hockey sur glace pour démarrer le jeu. Les deux équipes se positionnent en face l'une de l'autre et les centres de chaque équipe essaient de prendre possession de la rondelle ou palet avec leur bâton ou crosse, après qu'il a été lâché par un arbitre ou juge de ligne.

## Procédure

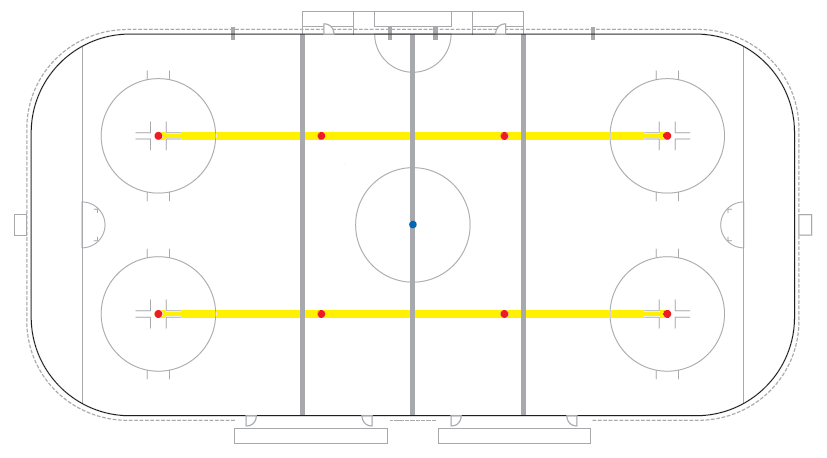
Situation des points d'engagement (en rouge) et des lignes d'engagement (en jaune)

Les engagements se déroulant généralement sur des repères appelés cercle ou points d'engagement. Il y a neuf ronds sur la surface de la patinoire :
- deux dans chaque zone d'attaque
- deux à chaque extrémité de la zone neutre
- un au centre de la patinoire

Les engagements ne se déroulent pas toujours sur les ronds d'engagements. Par exemple, si une rondelle sort de la surface de jeu, l'engagement a lieu à l'endroit où elle fut jouée la dernière fois, sur une ligne imaginaire, parallèle à la balustrade, et passant par un point d'engagement. Cette règle a été supprimée en 2006 par l'IIHF, désormais l'engagement a lieu au point d'engagement le plus proche, ou, s'il y a une pénalité de retard de jeu appelée, dans la zone de défense de l'équipe fautive.
L'arbitre peut adresser un avertissement au joueur à l'engagement si lui ou un autre joueur essaye de violer les règles pour augmenter ses chances de le remporter. En cas de deuxième violation sur un même engagement, le joueur est sanctionné par une pénalité pour retard de jeu. Les violations de règles peuvent être par exemple, un mouvement de crosse avant le lâcher du palet ou un mauvais placement du corps dans le rond d'engagement. Le centre de l'équipe visiteuse doit placer sa crosse en contact avec la glace avant le centre de l'équipe locale.
Les bâtons des joueurs doivent être positionnés quand on engage sur les points d'engagement dans les ovales blancs. Sur les lignes imaginaires, les crosses des joueurs peuvent-être placées à plusieurs endroits.